# Березанская, Елизавета Савельевна
Елизавета Савельевна Березанская (урожд. Ангеницкая) (27 декабря 1890 (8 января 1891)—13 декабря 1969) — советский педагог, математик-методист, член КПСС (с 1936 г.), кандидат педагогических наук (1938).

## Биография
Родилась 27 декабря 1890 (8 января 1891) года в Майкопе.
В 1914 году окончила физико-математическое отделение Высших женских (Бестужевских) курсов в Петербурге и стала одной из первых женщин — учителей математики. В 1915—1918 года преподавала на Бестужевских курсах астрономию. 
С 1920 года работала в Москве: в школе-коммуне им. П. Н. Лепешинского (до 1941), АКБ им. Н. К. Крупской (1922—1936), Московском городском педагогическом институте (1932—1941), НИИ политехнического образования (1933—1940), МГПИ им. В. И. Ленина (1943—1965).
Принимала участие в создании методики преподавания арифметики в средних школах. Её «Сборник задач по арифметике» (1933) был принят в советской школе как основной, а «Методика арифметики» (1934) стала пособием для учителей; обе книги были переведены на многие иностранные языки.
Являлась одним из первых авторов программы по методике преподавания математики для педагогических вузов. Инициировала внедрение в школьную практику системы устных упражнений как средства формирования интереса к математике, развития мышления учащихся. Разработала методику преподавания таких областей программы по математике, как «Арифметический корень», «Иррациональные уравнения» и др. Является одним из авторов сборника задач и упражнений по алгебре (1949), тригонометрии (1951, 1952), геометрии (1959, 1962) и стереометрии (1964).
Автор школьных учебников, изданных десятками миллионов экземпляров.
Награждена орденом Ленина, значком Отличник народного просвещения, медалью имени К. Д. Ушинского.
В 1965 году вышла на пенсию. Умерла 13 декабря 1969 года.